# 火星轨道器激光高度计

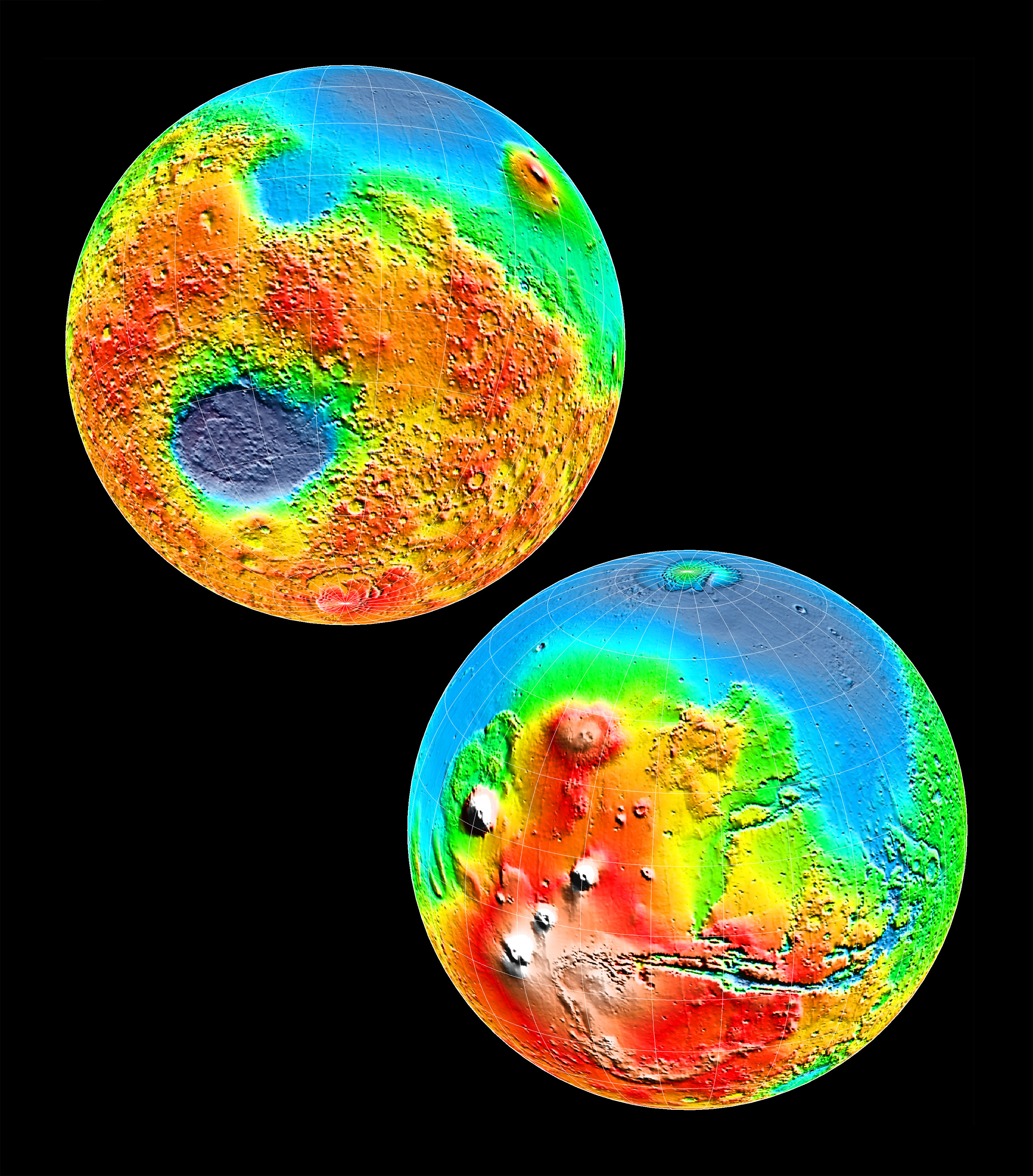
火星轨道器激光高度计绘制的火星两半球地形图，这张照片被刊登在1999年5月《科学》杂志封面上。

火星轨道器激光高度计（Mars Orbiter Laser Altimeter），简称MOLA，是火星全球探勘者号（MGS）探测器上的五台仪器之一，该探测器于1997年9月至2006年11月在火星轨道上运行。然而，火星轨道器激光高度计直到2001年6月才开始传输测高数据。该仪器以每秒10次的速率向火星发射红外激光脉冲，并测量飞行时间以确定火星全球勘测轨道飞行器与火星表面间的距离。距离测量得到了精确的火星地形图。精度测绘图适用于地球物理学、地质学和大气环流等方面的研究。火星轨道器激光高度计还起到了被动型辐射计的作用，测量出火星表面辐射亮度为1064纳米。

## 行星激光测高
激光高度计是一种测量在轨航天器到行星或小行星表面距离的仪器。通过测量激光脉冲从仪器到天体表面间的整个往返时间来测定距离。
到目标的距离可通过将往返脉冲时间乘以光速并除以2来确定。利用仪器或航天器的已知姿态和位置，可确定被激光脉冲所照射的表面位置，一系列的激光光点或印迹提供了位置表面的轮廓。

## 极地到极地视图

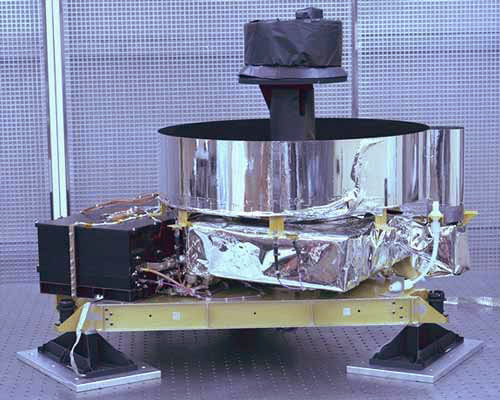
火星轨道器激光高度计

以上是一幅来自首个火星轨道器激光高度计全球地形模型的火星极地到极地地形测绘图[史密斯等人，《科学》，1999年]。该截面沿0°经度线从北极（左）一直运行至南极（右）。突出显示了极地间0.036°的坡度，因此，从美国宇航局戈达德飞行中心网站上可看出南极的海拔高于北极。

## 另请查阅
- 首航